# 木原実優
木原 実優（きはら みゆ、1994年6月21日 - ）は、日本の女優・タレント。東京都出身。Showtitle所属。

## 略歴
日本大学芸術学部演劇学科卒業。
2019年1月より、吉本興業（旧：よしもとクリエイティブ・エージェンシー）に所属。同年4月より、日本テレビの情報番組「ZIP!」のリポーターに就任。12月27日、吉本坂46の2期生オーディションに合格。グループの定期公演などで活躍し、2021年8月〜9月に自身のプロデュース公演を開催。
2022年4月より、吉本新ユニット「WARA」のメンバーとして、女優業と共にアイドル活動を継続。

## 出演

### テレビドラマ
- トレース〜科捜研の男〜 第7話（2019年2月18日、フジテレビ） - 坂上亜希 役
- 極主夫道 第8話（2020年11月29日、読売テレビ）
- ももいろ あんずいろ さくらいろ（2021年2月-3月 、ABC） - 山口美生役
- 義母と娘のブルース 2022年謹賀新年スペシャル（2022年1月2日、TBS）
- スタンドUPスタート 第9話（2023年3月15日、フジテレビ）- 記者役

### 映画
- エンボク（2019年7月3日） - 3月7日ゆうばり国際ファンタスティック映画祭にてプレミア上映
- 漁港の肉子ちゃん（2021年6月11日）

### 舞台
- Dancing Freedom（2012年11月28日 - 29日、かめありリリオホール）
- どーん!とdancing（2013年5月3日 - 7日、六行会ホール）
- おおのの♪「みすゞちゃん」（2013年6月12日 下北沢小劇場楽園）
- 新国立劇場オペラ「ホフマン物語」（2013年11月28日 - 12月10日、新国立劇場）
- 煌ダンスステージ「Miracle Wave」（2014年2月20日 - 21日、かめありリリオホール）
- 新国立劇場オペラ「鹿鳴館」（2014年6月19日 - 22日、新国立劇場）
- あやめ十八番「肥後形 新水色獅子」（2014年7月23日 - 27日、下北沢 小劇場 B1） - 千香 役
- 煌ダンスカンパニー 「ハムレットの物語」（2014年11月8日 - 9日、かめありリリオホール） - オフィーリア 役
- 劇団ウミダ「だいなし」/「本日昔噺」（2015年1月8日 - 12日、王子小劇場）
- 煌ダンスカンパニー「ROCK BALLET 義経」（2015年3月6日 - 8日、9月11日 - 13日 六行会ホール） - 苔丸 役
- あやめ十八番「長井古種 日月」（2015年4月9日 - 14日、西日暮里d-倉庫）
- WAKUプロデュースvol.20「ただいま またね〜home 2015〜」（2015年11月29日 - 12月7日、赤坂レッドシアター）※team月の出演
- Ammo vol.2「ジョルジ・フッチボール・グルーヴィー」（2016年1月8日 - 11日、日暮里d-倉庫） - ズレージ 役
- ふりだしにもどる 「点to線」（2016年3月26日 - 27日、APOCシアター）※同年6月19日の仙台公演にも出演 キニナル"芽"vol.1 の中、マイダンスショップ出花スタジオ
- おおのの♪「さよなら、先生」（2016年4月20日 - 24日、シアター711）※振付
- あやめ十八番「ゲイシャパラソル」（2016年5月27日 - 6月5日、サンモールスタジオ） - 野良猫 立杰（リージェ） 役
- ミュージカル座 「ママの恋人」（2016年7月6日 - 10日、中目黒キンケロ・シアター） - リカコ役
- 晩餐ヒロックス 「ト或る星○ト或る街」（2016年7月29日 - 31日、シアターグリーン BASE THEATER） - プロキオン 役 / シリウス 役
- The Land of the Rising Sun（2016年10月20日、ロームシアター京都）
- WAKUプロデュースvol.21「yellow submarine ここは温泉宿…ん？」（2016年12月14日 - 18日、赤坂レッドシアター）
- おおのの♪「先生と赤い金魚」（2017年、下北沢シアター711）※振付
- 踊る酸素 vol.7「d-zone企画〜GODIVAより、あたしたち。(再)〜」（2017年5月27日、神楽坂セッションハウス）
- 少女☆歌劇 レヴュースタァライト -The Live #1-（2017年9月22日 - 24日、AiiA 2.5 Theater Tokyo）
- Ammo vol.5 「ノスタルギヤ」（2018年2月7日 - 12日、日暮里d-倉庫） - ルナ 役
- 新国立劇場オペラ 「アイーダ」（2018年4月5日 - 22日、新国立劇場）
- あやめ十八番 「ゲイシャパラソル」（2018年6月9日 - 17日、座・高円寺） - 野良猫 立杰（リージェ）役　※再演
- 魔法先生ネギま!〜お子ちゃま先生は修行中！〜（2018年7月12日 - 16日、AiiA 2.5 Theater Tokyo） - 長瀬楓 役
- 少女☆歌劇 レヴュースタァライト -The LIVE-#2 Transition（2018年10月13日 - 21日、天王洲 銀河劇場）
- 鉄コン筋クリート（2018年11月18日 - 25日、天王洲 銀河劇場） - 夜 役
- WAKUプロデュースvol.23「Birthday2018」（2018年12月19日 - 23日、赤坂RED/THEATER）
- ミュージカル座「スター誕生」（2019年1月17日 - 21日、中目黒キンケロ・シアター） - ミーちゃん（鈴木美智子） 役
- おおのの♪「ザ・漱石 再演ニ非ズ」（2019年3月6日-12日、下北沢シアター711）※振付
- 少女☆歌劇 レヴュースタァライト The LIVE #2 revival（2019年7月12日-15日、舞浜アンフィシアター）
- トムとジェリー（2019年8月3日 - 11日、御園座 / 2019年9月12日 - 16日Bunkamuraオーチャードホール / 2019年10月17日 - 20日、クールジャパンパーク大阪WWホール） - ミーシャ 役
- ブロードウェイ・ミュージカル「ウエスト・サイド・ストーリー」Season2（2020年2月1日 - 3月10日、IHIステージアラウンド東京） - アリシア役
- Cheer up act -vol.1- 「裏方の女」〜ハロー野菜祭り大きなカブ〜 美声部2（2020年10月17日 - 18日、よしもと有楽町シアター） - 近藤ゆかり 役
- X PLAYer（2020年11月28日 - 29日、スクエア荏原ひらつかホール） - 坂巻マコト 役
- あやめ十八番 「江戸系 宵蛍」（2020年11月12日 - 16日、吉祥寺シアター） - 千年 花 役
- 会話劇in有楽町「夏の夜道と話す猫」（2021年3月1日、よしもと有楽町シアター）
- 少女☆歌劇 レヴュースタァライト -The LIVE-#3 Growth（2021年7月27日、品川ステラホール）
- 会話劇 in 有楽町 その3 「観葉植物お兄ちゃんとお嬢様犬、そしてこれでもか」（2021年9月13日、よしもと有楽町シアター）
- 台本のあるトークライブ〜喧嘩してみんな泣く〜（2021年12月21日、よしもと∞ホーム ステージⅡ）
- 2人の朗読劇 〜菊地浩輔と木原実優〜（2021年12月30日、ライブスペース集っこ）
- 2人の会話劇「私たちって」（2022年3月12日、ライブスペース集っこ）
- 劇団ちゃきんちゃきん「おひさしブリーダー」（2022年6月22日、シアターミネルヴァ）
- あやめ十八番　第14回公演「空蝉」（2022年9月1日 - 4日、東京芸術劇場シアターウエスト）
- Coemiru vol.3 会話劇「眠れない 眠りたくない feat.太田夢莉」（2022年9月17日、YMCAアジア青少年センター スペースYホール）
- ココロ踊ル「ダンスピアの消失」（2022年11月9日 - 13日、六行会ホール）- パーリン 役
- 「15Minutes Made in 本多劇場」※6団体によるオムニバス作品。ZURULABO作「ワルツ」に出演（2023年2月22日 - 26日、下北沢本多劇場）
- 新国立劇場オペラ「ホフマン物語」（2023年3月15日 - 21日、新国立劇場 オペラハウス）
- ピンクパンサーにご注意を（2023年5月3日 - 14日、シアターKASSAI）
- 呪怨 THE LIVE（2023年8月12日 - 20日、こくみん共済coopホール）
- 片岡自動車工業「お局ちゃん御用心！！」（2023年11月17日 - 19日、ABCホール。2023年11月29日-12月3日、駅前劇場） - おかか 役※シャッフル公演 - お鶴 役
- CHAiroiPLIN 「おどる落語　らくだ」（2024年4月27日 - 5月5日、三鷹市芸術文化センター 星のホール） - スナックのママのクジャク 役
- あやめ十八番 第十六回公演「雑種 小夜の月」（2024年8月10日、座・高円寺1）[2]
- はぶ談義「シみる 〜昭和歌謡短編集其の四〜」（2024年10月23日 - 27日、小劇場B1）

### ライブ
- 吉本坂46定期公演 2期生プレ公演「大変お待たせいたしました 2期生Special」（2020年10月16日 - 23日、よしもと有楽町シアター※2週目、3週目の出演
- 吉本坂46定期公演 河本準一プロデュース「苦悩」（2020年11月20日、よしもと有楽町シアター）※坂本さんとアフトMC
- 吉本坂46定期公演 HideboHプロデュース 「吉本坂46ができるまでの全記録〜オーディション編〜」（2020年11月27日、よしもと有楽町シアター）※コーナー出演 MUSH
- 吉本坂46定期公演 エグスプロージョンプロデュース「sign」（2021年1月29日 - 2月5日、よしもと有楽町シアター） - ナミ 役
- 吉本坂46定期公演 榊原徹士プロデュース「covers 」（2021年2月19日、よしもと有楽町シアター）2週目本編
- 吉本坂46定期公演 池田直人 プロデュース「アイドル爆弾発令中！」（2019年3月19日、よしもと有楽町シアター）※コーナー出演 ハライアングル
- 吉本坂46定期公演 光永プロデュース「やったー！春の元気すぎ運動会！」（2021年4月9日、よしもと有楽町シアター）
- 吉本坂46定期公演 HideboHプロデュース 「吉本坂46ができるまでの全記録〜オーディション編〜 REBORN」（2021年4月23日-5月7日、よしもと有楽町シアター）※初日コーナー出演 キハルコ
- 吉本坂46定期公演 岩橋良昌 プロデュース 「僕たちの青春」（2021年5月28日、よしもと有楽町シアター）※コーナー出演 坂まる倶楽部
- 吉本坂46定期公演 木原実優プロデュース「推しが尊くて夏〜吉本坂46の曲をいっぱいやるよLIVE」（2021年8月27日 - 9月10日、よしもと有楽町シアター）
- 吉本坂46定期公演 しゅんしゅんクリニックPプロデュース「ドクターP〜主治医しゅんPの吉本坂46健康強調月間」（2021年9月24日、よしもと有楽町シアター）
- 吉本坂46定期公演 一周年記念SPライブ 二期生公演「FULL CHARGE」（2021年10月8日、よしもと有楽町シアター）※本編＆コーナー出演（ハライアングル）
- 吉本坂46定期公演 一周年記念SPライブ 「輝け！吉本坂46定期公演プロデューサー大賞〜一年間ありがとう！プロデューサー大集合SP〜」（2021年10月29日、よしもと有楽町シアター）
- 吉本坂46 2nd&3rd Anniversary Live〜冬眠〜（2022年2月5日、Zepp Haneda）THE EMPTY STAGE（2022年4月29日、よしもと有楽町シアター）
- WARASObi vol.3（2022年11月26日、よしもと∞ドーム ステージⅠ）
- WARA 1stLIVE「GERA」（2022年12月20日、東京藝術センター天空劇場）
- WARASObi vol.4 （2023年3月25日、よしもと∞ドーム ステージⅡ）
- 木原の落語と和志の講談スペシャルWARA寄席（2023年5月23日、ライブスペース集っ子）
- THE EMPTY STAGE 「The Yousical Show」（2023年5月28日、よしもと∞ドームⅠ）
- コモドドラゴンの唾のお吸い物（2023年7月8日、ライブスペース集っ子）
- Warai Mirai FES2023 「SDGs-1グランプリTHE BEST SELECTION-SDGsでネタ祭り」（2023年8月25日、COOL JAPAN PARK OSAKA WWホール）※SDGsダンスユニットとして出演
- WARA「ケンさんと〇〇したい！」（2023年8月29日、ライブスペース集っこ）
- WARA×劇団ちゃきんちゃきん「WARAちゃき！」（2023年9月12日、ライブスペース集っこ）
- 具図鑑のある世界へ（2023年12月9日、板橋シアター咲）
- WARA LIVE in王子Vol.19「KITAI・ATARI」（2023年12月19日、ライブスペース集っこ）
- Yoshimoto Comedey Night OWARAI（2024年5月-6月）※MC
- END es PRODUCE「リベルテvol.27 ナンバーズエヴァジオン」（2024年5月24日 - 26日、本所松坂亭劇場）※出演は5月26日
- END es PRODUCE「リベルテvol.27」（2024年6月28日 - 30日、本所松坂亭劇場）※出演は6月30日

### 配信作品
- 少女☆歌劇 レヴュースタァライト -The LIVE ONLINE-（2020年7月12日）
- 会話劇の後にアイスを食べる会 「お兄ちゃんパワー」（2021年1月10日） - 褒美 役
- 会話劇の後に大福を食べる会「観葉植物お兄ちゃんとお嬢様犬 そして、これでもか」（2021年2月18日）
- 会話劇の後に甘味を食べる会「大人の壊れ方」（2021年3月26日）
- 会話劇の後にアイスを食べる会「言うご馳走様 聞くご馳走様」（2021年5月1日）
- 夏祭り初心者の夏祭り1日目 会話劇「私は私にハナマルをあげたい」（2021年8月18日）
- 秋の会話劇祭り初日「私を好きでいたらいいよ」（2021年11月23日）
- 会話劇の後にアイスを食べる会「誰が悪い？」（2022年2月28日）
- 会話劇「醜い話の会話劇」（2022年12月22日）

### ラジオドラマ
- 認めてほしい（2021年4月24日 - 25日、スタンドFM）※料理初心者の夕飯作りチャンネル
- これって振られてる（2021年5月2日、スタンドFM）※料理初心者の夕飯作りチャンネル
- 服脱いでよ（2021年5月10日、スタンドFM）※料理初心者の夕飯作りチャンネル
- 上京の時（2021年6月15日、スタンドFM）※2人の会話劇
- 鬼とは（2021年6月22日、スタンドFM）※2人の会話劇
- 暇だから、怖い話でもしよう（2021年6月15日、スタンドFM）※2人の会話劇
- 夏の夜道と話す猫（2021年6月15日、スタンドFM）※2人の会話劇
- 上京の時（2021年6月15日、スタンドFM）※2人の会話劇
- Podcastドラマ「食わざるもの、DON’T WORK」（2021年10月27日、ニッポン放送×吉本興業共同制作） - 募出達青梅 役 ※第5話・第6話に出演
- お母さんは勇者（2021年12月22日、NUMA） - 魔法使いレモーヌ 役  ※3〜8話出演

### MV・アニメ・動画作品
- 花掘レ「春はバケモノ」（2016年1月16日）
- Club Nobody 「I Don't Wanna Be Like You」（2017年4月21日）
- 「追いかけてキス」season1 第5話 木原実優×櫻井保幸（2019年3月14日）
- 観るだけでストレス発散【うっせぇわ/Ado】プロが本気で振り付けた/踊ってみた（2021年2月16日）
- OSHI #2 《木原実優》〜新宿編〜（2021年5月21日）
- 吉本坂46「笑ってサヨナラ」（2022年2月2日）
- 吉本坂46「永遠のゴールドラッシュ」（2022年2月3日）
- Seselag「導く方へ」（2023年3月9日）
- エンタ二メ「にんげんかんさつ」（2022年11月 - ）※アニメ声優
- エンタ二メ「イザちゃんコザちゃん」※アニメ声優
- エクスプロージョンまちゃあき踊る実況シリーズ「告白〜バニーアンドレックス」（2023年7月15日）
- 本能寺の変〜SDGsバージョン：海の豊かさを守ろう〜（2023年8月23日）

### ラジオ
- J Cross Style（2021年10月10日、渋谷クロスFM） - ゲスト出演

### イベント
- 「短会サミット2016」in原宿もしもしボックスじんばフェス（2016年8月27日） - 父と漫才
- バズらせ学園（2022年4月15日、ヨシモト∞ドーム ステージⅠ）
- ハチャメチャ☆ぱらだいす〜Showtitle女性タレントバラエティ〜（2022年5月5日、ヨシモト∞ドーム　ステージⅠ）
- 祝！村田秀亮！緊急結婚記者会見（2022年2月16日） - 妻代役
- トークライブ〜菊地とロッシーの優しい時間〜」（2021年12月1日、ヨシモト∞ホール　ステージⅠ）

### 情報番組
- ZIP!（2019年4月9日 - 、日本テレビ ） - レポーター
- 発見！中国14億人の食の世界（2022年11月 - 2023年3月、BSよしもと）
- Cheeky's a GoGo（2022年3月- BSよしもと） - 進行 、ゲスト
- 巡って発見！ぶらり中国周遊記（2023年7月 - 、BSよしもと）

### 音楽番組
- Melodix!（2022年1月24日、テレビ東京）

### CM
- ルックJTB 安心パック 「乗り継ぎのトラブル」編
- かっぱ寿司「えび塩ラーメン」編
- Koala Japan「コアラマットレス　起きたら休日の夕方事件」CM
- BSよしもと CM
- 東京駅一番街 広告

### 書籍
- 「LIFE is SHORT」ショートカット推進委員会
- 「えんぶ」no.27
- 「ダンスマガジン」2024年5月号